# Armand Reclus
Armand Reclus (13 de marzo de 1843 - 9 de enero de 1927) fue un ingeniero naval y oficial de la Marina francesa, explorador de la zona del Darién y uno de los padres del proyecto del Canal de Panamá.

## Biografía
El pastor protestante Jacques Reclus(1796-1882) y su esposa Zéline Trigant (1805-1897) tuvieron 18 hijos, de los cuales sobrevivieron catorce; el décimo de ellos fue Armand, quien nació en Orthez, ciudad situada en los Pirineos atlánticos de Francia en 1843.
Los hermanos de Armand alcanzaron también gran notoriedad:  Elías, el mayor, mitólogo, etnólogo, profesor de religiones comparadas en la Universidad Nueva de Bruselas y periodista ; Elisée, geógrafo, pensador anarquista miembro de la Primera Internacional;  Onésimo, geógrafo experto en África; Pablo, notable cirujano, profesor de la Escuela de Medicina de París e investigador de la cocaína como anestésico.

### El Congreso internacional de Ciencias geográficas
O el Congreso del Canal Interoceánico

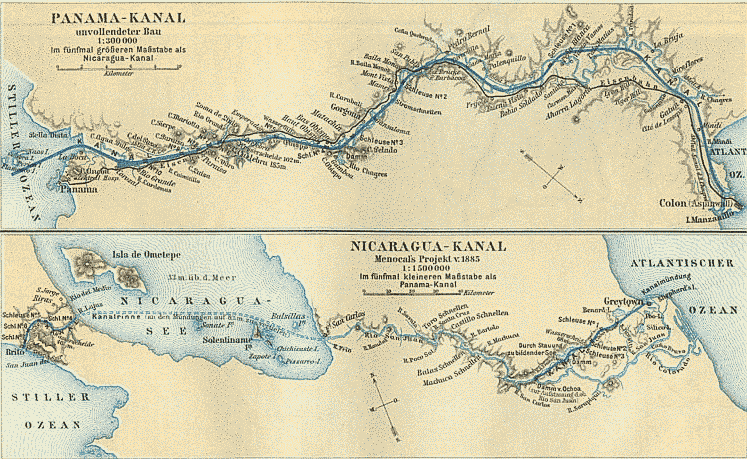
Rutas proyectadas de un canal interoceánico a través de Panamá (arriba) o Nicaragua (abajo), en un mapa alemán de 1888. El proyecto del canal francés era a nivel, sin lagos, diferente al que se hizo.

Tras el éxito y la fama que obtuvo con la construcción e inauguración del Canal de Suez, el conde Ferdinand de Lesseps discurrió la idea de otro gran canal, esta vez interoceánico, para unir el Pacífico y Atlántico, navegable por Centroamérica.
Los Estados Unidos e Inglaterra también habían considerado proyectos similares y tenían sus ojos puestos en dos rutas posibles: Nicaragua y Panamá (por entonces Estado Federal de Colombia).
A. Reclus narra en el primer capítulo de su obra Panamá y Darién los antecedentes del congreso de geógrafos que daría a Lesseps la oportunidad de llevar a la realidad este sueño Archivado el 15 de marzo de 2009 en Wayback Machine.:
«[…] distintos proyectos, que sucesivamente se habían ido presentando, adolecían de defectos, los cuales dieron lugar á que uno tras otro fueran desechados, porque ninguno daba al comercio del mundo un paso ancho y suficiente, cual lo necesita, un Bósforo libre, extenso y de gran fondo, en el que los buques de más alto bordo pudieran aventurarse á cualquier hora, sin riesgo á las altas y bajas de la marea(…)
»De toda la considerable superficie que en la América Central forma el istmo, en el año 1875 sólo quedaba una sola región que no hubiera sido estudiada completamente á conciencia por la expedición americana (...)del comandante Selfridge, y ésta era el Darien meridional...por la exploración del extenso valle del Paya, que en 1866 hiciera M. de Lacharme, podía llegarse á creer en aquel punto una brusca interrupción de la cordillera». Esta brecha sería de gran facilidad, y relativamente mucho menos costoso, para abrir un canal que uniera la bahía de Uraba y el fondeadero de San Miguel, utilizando las corrientes de los ríos Atrato y Tuyra.
»… todos los que habían hecho investigaciones anteriores á las de M. L. N. B. Wyse,... juzgaban, sin que se sepa qué causa para ello tenían, que un corte practicado á nivel no era factible, y, por tanto, todos los trabajos técnicos que habían realizado tenían por único fin la apertura de un canal de presas».
»La carencia absoluta de estudios de proyectos de canal a nivel, y los insuficientes datos contenidos en las referencias sobre la elevación del cuello de Paya, cuya altura, según M. de Lacharme, era de cincuenta y ocho metros sobre el Pacífico, hacían esperar que sin grandes esfuerzos podría conseguirse un canal sin presas, cosa muy deseada y que se echaba de menos en todos los concienzudos trabajos de la comisión americana, y este vacío urgía cada vez más llenarlo, por los grandes intereses que así lo requerían.
»M. Wyse estudiaba la cuestión; hacía mucho tiempo que, soñando en la apertura de un canal interoceánico, ocho años antes, había llevado a cabo serias y detenidas exploraciones sobre el río Bayano, hasta bastante más allá de la aldea de Pirrea, enclavada en el territorio de los indios salvajes; esto es, hasta un punto en donde antes que él ningún blanco se había atrevido á llegar, tanto por haber retrocedido ante los grandes obstáculos con que habían tropezado, por las enfermedades que son allí tan frecuentes y que les habían hecho volver atrás, como por el natural feroz y sanguinario de los habitantes de aquellas regiones.
»El Congreso internacional de Ciencias geográficas que se reuniera en París el año 1875 presentaba una ocasión favorable, y todo el interés de los hombres ilustrados que lo componían fijóse en la cuestión del istmo americano, discutiéndose muy detenidamente la elección del punto que más convenía para la apertura del paso.» (Op. Cit.)

### Expedición a Panamá

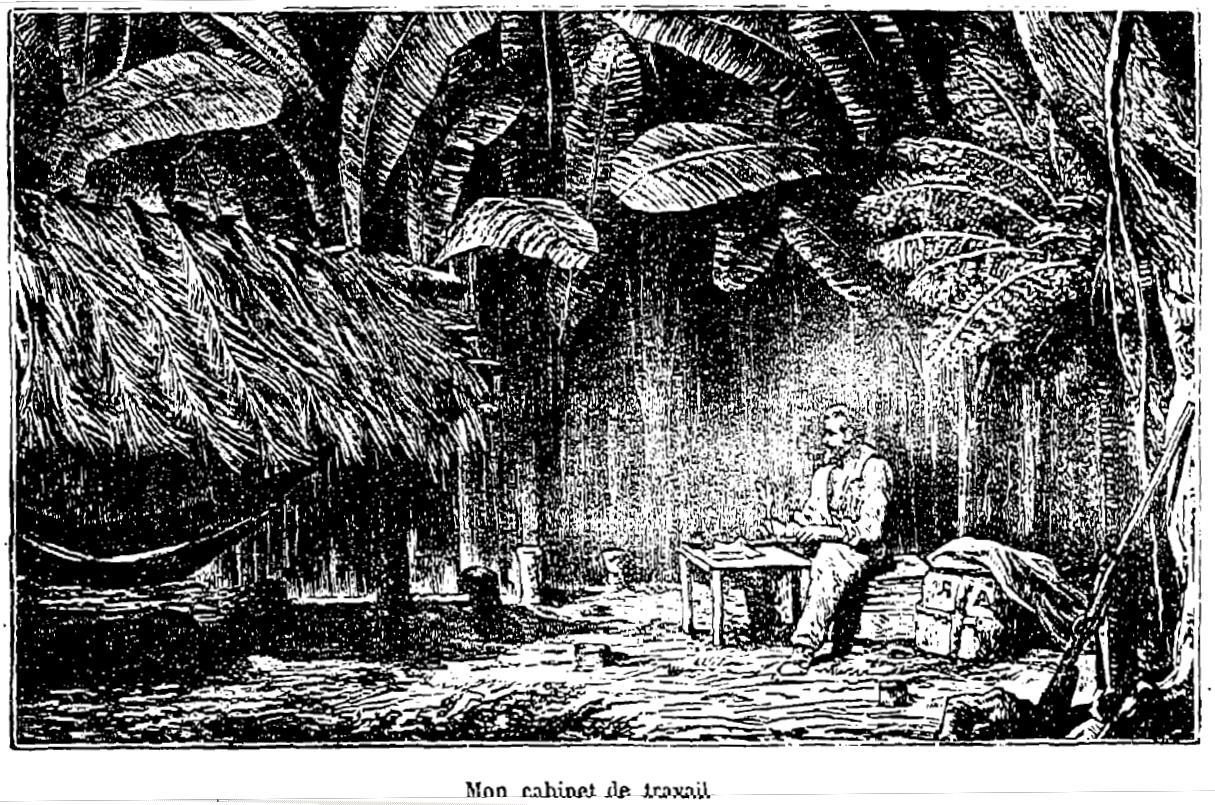
Armand Reclus en su gabinete de la selva panameña.

A instancias de Lesseps y la Sociedad Civil del Canal Interoceánico, que él dirigía, en noviembre de 1876 la Sociedad de Geografía de París encomendó la misión de realizar exploraciones por la ruta de Darién al teniente Lucien Napoleón Bonaparte Wyse y a su presidente, el ingeniero Armand Reclus.
Luego de seis meses en la preparación de sus informes, mapas y estudios en los terrenos propuestos, concluyeron por recomendar un canal y un túnel de nueve millas de largo, que fue de inmediato rechazado por Lesseps.
Enviados nuevamente a la cabeza de otra expedición, Wyse exploró el área de San Blas y Reclus, la ruta de Panamá, acompañado por el ya mencionado ingeniero civil o mecánico francés,  exiliado en Colombia, Luis de Lacharme.
Los resultados indicaban las mejores condiciones para construir el canal a través de Panamá, por lo cual Lucien Napoleón Bonaparte Wyse fue enviado a Bogotá a solicitar la construcción de la vía. El empeño de Armando Reclus, expresado por el descendiente de Napoleón, dio como resultado que el 18 de mayo de 1878 se firmara el contrato  Salgar-Wyse, en el cual Colombia autoriza a Francia para la realización del proyecto, con una duración de 99 años.

## Producción científica y literaria
Reclus publicó las crónicas de sus expediciones en Le Tour du Monde (1880) y Le canal de Panama, l’isthme américain: Explorations; comparaison des tracés étudiés, négociations; état des travaux (París, Librairie Hachette et Cie., 1886), que fueron apareciendo por entregas profusamente ilustradas con grabados en madera.
Armand Reclus falleció en Sainte-Foy-la-Grande(Francia), el año de 1927.

## Obras de Armand Reclus
- RECLUS (Armand), Notes manuscrites.
- RECLUS (Armand), Panama et Darien. Voyages d’exploration (1876-1878), Paris, Hachette, 1881. Facsímil en francés.
- RECLUS (Armand), Commission d’exploration du Darién 1876-77. Rapport sur l’hydrographie et le régime des marées de la Tuyra, Observations météorologiques, Paris, Imp. de Chaïx, 1877, 51p.
- RECLUS (Armand), Commission d’exploration du Darién 1876-77. Rapport sur les nivellements entre le confluent de l’Aputi et de la Tuyra et le confluent du Chico (Rio de Yavisa) et du Porcona, Paris, Imp. de Chaïx, 1877, 13p.
- RECLUS (Armand), Le Canal Interocéanique et les explorations dans l’isthme américain. Conférence faite à la Société de géographie commerciale, Paris, Berger-Levrault et Cie, 1879, 31p. (Extrait de la Revue maritime et coloniale).
- RECLUS (Armand), Explorations aux isthmes de Panama et Darien en 1876-1877-1878 s.f.
- RECLUS (Armand), Le Canal Interocéanique et les explorations dans l’Isthme Américain, Bulletin de la Société de géographie commerciale de Paris, v. 1, 1879. Facsímil en francés.
- RECLUS (Armand), Crónicas de sus expediciones en Le Tour du Monde, publicación de la Sociedad Nacional de Geografía. 1880.
- RECLUS (Armand), Le canal de Panamá, l’isthme américain: Explorations; comparaison des tracés étudiés, négociations; état des travaux. (París, Librairie Hachette et Cie., 1886).
- RECLUS (Armand),  Exploraciones a los istmos de Panamá y de Darién en 1876, 1877 y 1878. Edición digital en español. Biblioteca Luis Ángel Arango. Archivado el 25 de abril de 2009 en Wayback Machine..

### Obras en coautoría
- WYSE (Lucien N. B.), RECLUS (Armand),Le canal interocéanique. 1879.
- WYSE (Lucien N. B.), RECLUS (Armand) et SOSA (P.), Mission ayant pour objet l’exploration de l’isthme de Darién, au point de vue de l’histoire naturelle, l’archéologie et l’ethnographie. (Correspondance). Canal Interocéanique. Rapports sur les études de la Commission internationale d’Exploration de l’Isthme américain, accompagnés des cartes, de profils et d’un tableau synoptique, Paris, Imp. Générale, A. Lahure, 1879. 294p.
- WYSE (Lucien N. B.), RECLUS (Armand), SOSA (P.), Canal Interocéanique 1877-1878. Rapport sur les études de la Commission internationale d’exploration de l’isthme américain, accompagnés de cartes, de profils et d’un tableau synoptique, Paris, A. Lahure, 1879, 294p.
- VERBRUGGHE (Louis), À travers l’isthme de Panama. Tracé interocéanique de L.-N. B. Wyse et A. Reclus, Paris, Imprimerie de A. Quantin, 1879, 182p.